# Pierre-Alexandre Marchand
Pierre-Alexandre Marchand, francoski general, * 1893, † 1971.